# Stefan Wigger

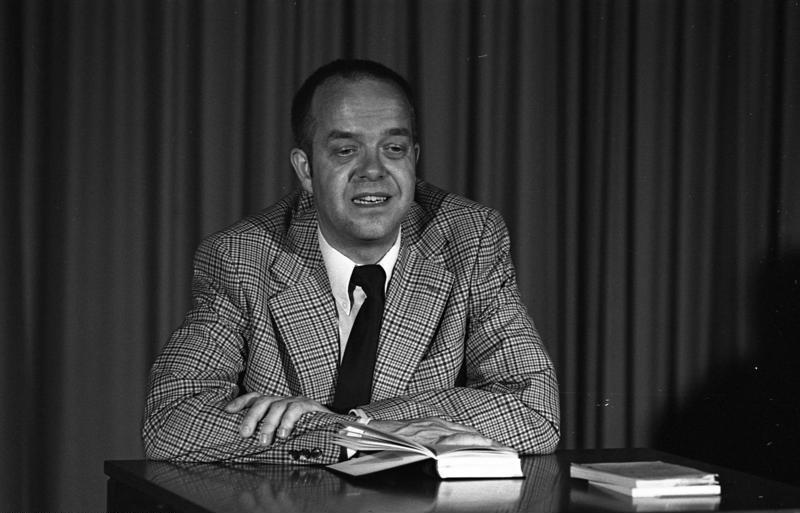
Stefan Wigger (1973)

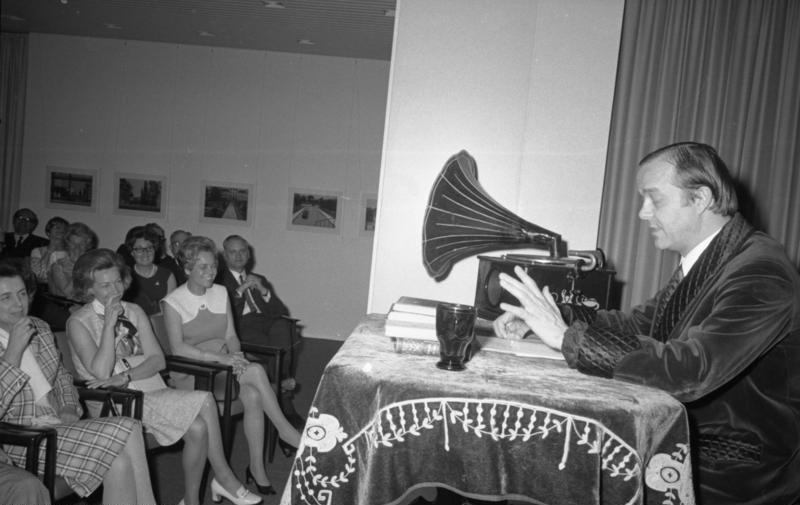
Stefan Wigger 1970 bei einer Lesung in Bonn

Stefan Wigger (* 26. März 1932 in Leipzig; † 13. Februar 2013 in München) war ein deutscher Schauspieler und Synchronsprecher.

## Leben
Stefan Wigger besuchte nach der Gymnasialzeit am Collegium Augustinianum Gaesdonck und der Thomasschule zu Leipzig die Theaterschule Hannover und gab sein Bühnendebüt am Stadttheater Lüneburg. Es folgten Engagements am Theater der Landeshauptstadt Kiel, am Theater Baden-Baden, den Bühnen der Stadt Bonn, am Schauspielhaus Düsseldorf, am Niedersächsischen Staatstheater Hannover (bis 1984/85) und in Göttingen. Am Berliner Schillertheater spielte er unter anderem 1975 den Wladimir in Warten auf Godot, wobei der Dramatiker Samuel Beckett selbst die Regieführung übernahm. Für seine Verdienste um die Bühne wurde Wigger als Mitglied der Staatlichen Schauspielbühnen Berlin zum Berliner Staatsschauspieler ernannt.
Seit Mitte der 1950er Jahre übernahm er auch verstärkt Rollen in Film- und Fernsehproduktionen. Er spielte unter der Regie von Frank Wisbar im Kriegsdrama Haie und kleine Fische, in Wolfgang Staudtes Filmadaption der Dreigroschenoper, in der Curt-Goetz-Komödie Hokuspokus oder: Wie lasse ich meinen Mann verschwinden…?, in Axel Cortis Fernsehdrama Die beiden Freundinnen (als deren Mordopfer), im Durbidge-Krimi Dies Bildnis ist zum Morden schön sowie in den Familienserien Tierarzt Dr. Engel und Am liebsten Marlene. Einem breiten Publikum ist er auch als Familienvater Julius Donner aus der ARD-Vorabendserie Ein Haus in der Toscana bekannt. Daneben übernahm er zahlreiche Gastauftritte in Fernsehserien wie Adelheid und ihre Mörder, Derrick, Der Alte und Freunde fürs Leben.
Darüber hinaus wirkte er als Sprecher bei zahlreichen Hörspielproduktionen mit, so in Berlin und die Ullsteins (RIAS 1963) und Robert, ich, Fastnacht und die anderen (RIAS 1977). Als Erzähler des Zeitgeschehens jeder Folge ist er nach dem Titelvorspann der Serie Ein Mann will nach oben zu hören. Als Synchronsprecher lieh er seine Stimme unter anderem Richard Harris (Die Bibel), Michael Lonsdale (Der Schakal), Michel Piccoli (Mord im Fahrpreis inbegriffen) und Jean Rochefort (Das Gespenst der Freiheit).
1965 wurde Wigger mit dem Deutschen Kritikerpreis ausgezeichnet.
Er war mit der Schauspielerin Uta Hallant verheiratet. Sein Sohn Maximilian Wigger ist ebenfalls als Schauspieler tätig. Stefan Wigger starb nach langer Krankheit am 13. Februar 2013 im Alter von 80 Jahren in einem Münchener Krankenhaus. Berlins Regierender Bürgermeister Klaus Wowereit würdigte Wigger als einen der „ganz großen Schauspieler des Berliner Theaters der Nachkriegszeit“. Die letzte Ruhe fand Wigger auf dem Münchener Waldfriedhof (Neuer Teil).

## Filmografie (Auswahl)
- 1957: Die Berufung wird abgewiesen (Fernsehfilm)
- 1957: Haie und kleine Fische
- 1958: Ihr 106. Geburtstag
- 1960: Dr. Knock (Fernsehfilm)
- 1962: Das Leben beginnt um acht
- 1963: Die Dreigroschenoper
- 1965: Ich suche einen Mann
- 1966: Hokuspokus oder: Wie lasse ich meinen Mann verschwinden…?
- 1967: Siedlung Arkadien (Fernsehfilm)
- 1969: Weh’ dem, der erbt (Fernsehfilm)
- 1970: Keiner erbt für sich allein
- 1975: Warten auf Godot (Fernsehfilm)
- 1977: Heinrich Zille (Fernsehfilm)
- 1978: Ein Mann will nach oben (als Erzähler)
- 1978: Die beiden Freundinnen und ihr Giftmord
- 1984: So lebten sie alle Tage (Fernsehserie, fünf Folgen)
- 1987: Dies Bildnis ist zum Morden schön (Fernsehfilm)
- 1987–1996: Der Alte (Fernsehserie, vier Folgen)
- 1988: Der Bierkönig (Fernsehfilm)
- 1989–1997: Derrick (Fernsehserie, sieben Folgen)
- 1990: Notenwechsel (Fernsehfilm)
- 1991: Happy Birthday, Türke!
- 1991–1994: Ein Haus in der Toscana (Fernsehserie, 23 Folgen)
- 1995: Wilsberg – Und die Toten lässt man ruhen
- 1997: Großstadtrevier – Aus lauter Liebe
- 1998–1999: Am liebsten Marlene (Fernsehserie, zehn Folgen)
- 2002: Zwei alte Gauner (Fernsehfilm)
- 2003: Nicht ohne meinen Anwalt (Fernsehserie, sieben Folgen)
- 2003: Adelheid und ihre Mörder – Zu tot um schön zu sein

## Hörspiele (Auswahl)
- 1961: Fjodor Dostojewski: Die fremde Dame (Stepan) – Regie: Ulrich Lauterbach (RIAS Berlin)
- 1973: E. T. A. Hoffmann: Klein Zaches genannt Zinnober (Erzähler) – Regie: Siegfried Niemann (SFB)
- 2003: Dylan Thomas: Unter dem Milchwald (Eli Jenkins) – Regie: Götz Fritsch (Hörspiel – MDR)